# 7-デヒドロコレステロール
7-デヒドロコレステロール (7-dehydrocholesterol) は、ズーステロール（動物ステロール）の一種で、プロビタミンD3 と呼ばれる有機化合物。人の体内の皮膚の近くで、この化合物は紫外光の作用によりビタミンD3（コレカルシフェロール）に変わる。コレステロールから、7、8位の水素が失われて二重結合となった構造を持つ。
7-デヒドロコレステロールに紫外光が当たると、電子環状反応により環が開き、中間体であるプレビタミンD3（(6Z)-タカルシオール）へと変わる。そこからさらにシグマトロピー転位が起こり、ビタミンD3 を与える。
7-デヒドロコレステロールは哺乳類の乳にも見つかっている。

## 生合成
コレステロール合成の前駆体であるプロビタミンD3（7-デヒドロコレステロール）が、皮膚上で紫外線を受けてステロイド核のB環が開き、プレビタミンD3（(6Z)-タカルシオール）となる。
プレビタミンD3は、自然発生的にビタミンD3（コレカルシフェロール）へ異性化する。プレビタミンD3からのビタミンD3（コレカルシフェロール）への転移は、室温では12日間で完了する。

## 皮膚での分布及び光化学反応

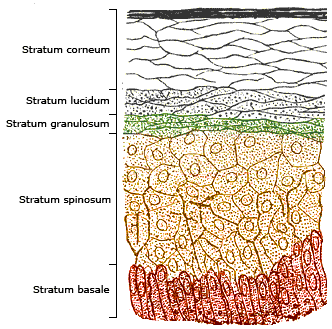
皮膚の表皮の層。基底層（図の赤色部分）及び有棘層（オレンジ色部分）での7-デヒドロコレステロールからプレビタミンD_{3}の生成が最大となる。

皮膚は、主要な2層で形成されている。内側の層は真皮で、結合組織の大部分を占めており、外側の層は薄い表皮である。表皮は、5層で構成されており、外側から内側に順に、角質層、顆粒層、顆粒膜層、有棘層、基底層である。
皮膚で270-290 nmの紫外線を受けて7-デヒドロコレステロールからプレビタミンD3（転移してビタミンDに変化するもの）が光化学的に生成される。7-デヒドロコレステロールは、ヒトを含むほとんどの脊椎動物の皮膚中（基底層及び有棘層）で大量(25–50 mg/cm2)に生成される。
ある種の動物では、毛皮や羽根が紫外線の皮膚への到達を妨げている。鳥類や毛皮を持つ哺乳類においては、皮膚から毛皮や羽根に7-デヒドロコレステロールを含む皮脂を分泌し毛繕いすることによって口からビタミンDを摂取している。
1923年に7-デヒドロコレステロールに紫外線を照射することによって脂溶性ビタミンを生成できた。アルフレッド・ファビアン・ヘスは、「光はビタミンDと同等である。」ということを示した。ドイツのゲッティン大学のアドルフ・ヴィンダウスは、ステロールと関連ビタミンの構造の解明で、1928年にノーベル化学賞を受賞した。彼は、さらに、1930年代にビタミンDの化学構造を確定した。